# Tinodes higashiyamanus
Tinodes higashiyamanus är en nattsländeart som beskrevs av Tsuda 1942. Tinodes higashiyamanus ingår i släktet Tinodes och familjen tunnelnattsländor. Inga underarter finns listade i Catalogue of Life.